# Svendborgsundbroen
Svendborgsundbroen (deutsch Svendborgsund-Brücke) ist eine Brücke bei der Stadt Svendborg im Süden der dänischen Insel Fyn (dt. Fünen), die über den Svendborgsund zum Ort Vindeby auf der kleinen Insel Tåsinge führt. Die 1966 fertiggestellte Brücke war das letzte Glied, das Fünen über Siøsundbroen (1960) und Langelandsbroen (1962) mit der Insel Langeland verbindet. Über die zweispurige Straßenbrücke führt die Fernstraße Primærrute 9, die dort täglich von 15.700 Fahrzeugen befahren wird (Stand 2009).
Die rund 1220 Meter lange und 14 Meter breite Balkenbrücke ruht auf 25 Eisenbetonpfeilern. Von denen befinden sich elf im Wasser, wodurch die Brücke doppelt so lang wie der Sund breit ist.

## Geschichte

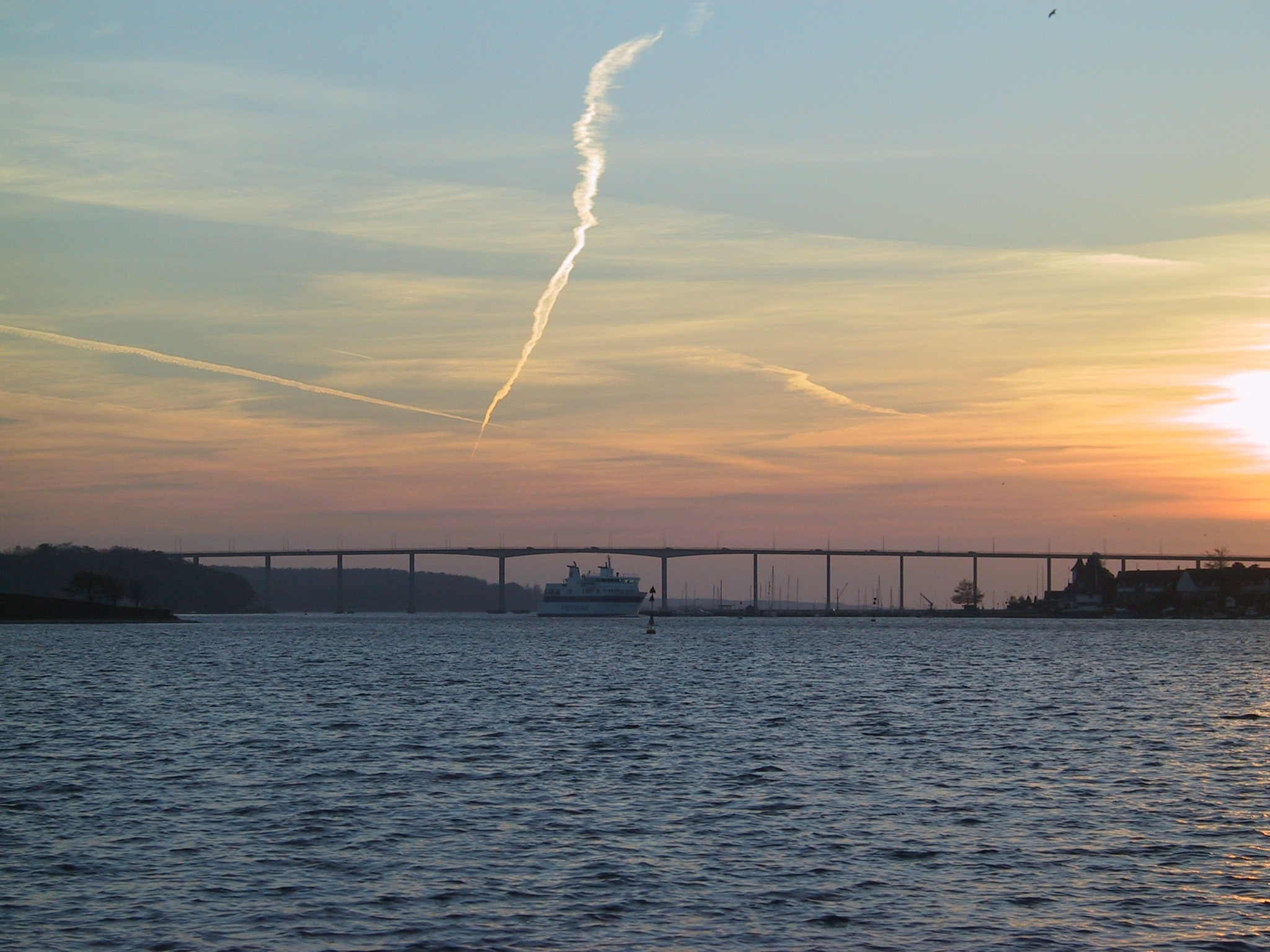
Svendborgsundbroen von Nordosten gesehen

Erste Pläne zum Bau einer Brücke über den Svendborgsund wurden 1938 von Dänemarks Brückenbauer Anker Engelund eingereicht. Sein Entwurf, der eine 950 Meter lange Bogenbrücke vorsah, konnte aber aufgrund des Ausbruchs des Zweiten Weltkriegs zunächst nicht verwirklicht werden. Doch als Anfang der 1960er Jahre die Alternative zwischen einer Brücken- und einer Tunnellösung diskutiert wurde, wurden seine Pläne nach seinem Tod im Jahr 1961 wieder aufgegriffen und von den Ingenieuren J. Hannemann und Poul Møller Nielsen fortgeführt. Die Entscheidung fiel hierbei zugunsten einer Balkenbrücke, da sie sich mittels schlanker Pfeiler harmonischer in die Landschaft einfügen würde. Nach dreijähriger Bauzeit wurde das Bauwerk schließlich am 18. November 1966 von der damaligen Kronprinzessin und heutigen dänischen Königin Margrethe II. eingeweiht.